# Graafschap Veldenz
Het graafschap Veldenz (Duits: Grafschaft Veldenz) was een wereldlijk territorium in het Heilige Roomse Rijk. Aanvankelijk werd het graafschap geregeerd door het huis Veldenz, dat afstamde van Emichonen. Rond 1270 vielen de Veldenze gebieden aan het huis Geroldseck. DE belangrijkste residenties van de graven waren Meisenheim en, vanaf 1214, het kasteel Lichtenberg bij Kusel. Het kasteel van Veldenz verloor rond 1200 zijn status als bestuurscentrum.
Het territorium van de graven van Veldenz bestond uit verschillende niet aaneengesloten gebieden. Aan de Moezel, ten westen van Bernkastel, lag het kasteel van Veldenz met omliggende dorpen en landerijen. Het grootste gedeelte van het graafschap lag in het stroomgebied van de Glan, ten zuiden van de rivier de Nahe.
Veldenz ontstond als zelfstandig graafschap tussen 1113 en 1134 na een gebiedsdeling binnen de dynastie van de Emichonen. Gerlach I noemde zich als eerste graaf naar het kasteel in het Moezeldal. Rond 1260 stierf het gravenhuis in mannelijke lijn uit. De Veldenze gebieden kwamen door huwelijk aan de heren van Geroldseck. De nieuwe dynastie verstevigde zijn machtspositie en wist het uit verschillende lenen opgebouwde graafschap tot een landsheerlijkheid uit te bouwen. De laatste zelfstandige graaf van Veldenz, Frederik III, erfde in 1437 nog een deel van Sponheim. Na zijn dood in 1444 viel Veldenz aan zijn schoonzoon, paltsgraaf Stefan van Simmern-Zweibrücken. In 1453 werd het voormalige graafschap onderdeel van het hertogdom Palts-Zweibrücken.

## Geschiedenis

### Ontstaan
Het graafschap Veldenz ontstond door een gebiedsdeling binnen de dynastie van de Emichonen. In de tiende en elfde eeuw stonden de Emichonen vooral bekend als graven van de Nahegau. Vanaf het einde van de elfde eeuw noemden leden van de dynastie zich naar de verschillende burchten die ze bezaten: graaf van Schmidtburg in 1075, graaf van Flonheim in 1098 en graaf van Kyrburg in 1128. Daarnaast voerden ze vanaf 1103 de titel comes silvestres (Graaf van het Woud, in het Duits Wildgraf).
In oorkondes uit 1123, 1128 en 1131 worden steeds twee graven naast elkaar genoemd: Emicho en diens broer Gerlach. In 1134 voerden de twee broers voor het eerst een eigen titel. Emicho werd toen graaf van Kyrburg en Gerlach graaf van Veldenz genoemd. Omdat Veldenz zich al sinds 1086 in het bezit van de familie bevond kon de laatste titel niet bedoeld zijn om aanspraak te maken op nieuwe gebieden. De twee broers moeten hun bezittingen dus tussen 1131 en 1134 onder elkaar verdeeld hebben.
De gebieden en rechten die Gerlach bij de deling kreeg bestonden voor het grootste deel uit lenen van machtige kerkvorsten. Mülheim en Veldenz bij de Moezel, St. Wendel, Theley, Neunkirchen, Wolfersweiler, Freisen, Baumholder en de voogdij over een deel van het gebied van de abdij van Tholey in het Nahe-gebied, Medard aan de Glan en Winnweiler en Alsenz waren lenen van het bisdom Verdun. Meisenheim, Odernheim, Niederhausen, Badenheim en verspreide bezittingen tussen Alzey en Mainz hield Gerlach in leen van het aartsbisdom Mainz. Obermoschel met het kasteel Landsberg en het kasteel Montfort waren lenen van bisdom Worms. Daarnaast waren het Remigiusland (het bezit van het Klooster van Saint-Remi in Reims tussen de Glan en de Oster) en de helft van het dorp Münster am Stein lenen van de keurvorsten van de Palts. De dorpen Waldgrehweiler, Finkenbach en Rode hadden de graven van Veldenz in handen als persoonlijk bezit. Ten slotte waren bij de deling nog de hoge rechten in het dal van de Ruwer aan Gerlach gevallen. Deze rechten waren echter verleend aan de ministerialen-geslachten Van Merzig en De Ponte en gingen aan het einde van de elfde eeuw voor de graven Veldenz verloren.
Het kasteel van Veldenz in het Moezeldal was oorspronkelijk de belangrijkste grafelijke burcht. Dat veranderde toen graaf Gerlach III (1186–1214) in het Remigiusland het kasteel van Lichtenberg liet bouwen. De abt van Saint-Remi protesteerde tegen de bouw van een kasteel op zijn landerijen en koning Frederik II droeg de graaf op de burcht weer af te breken. Desondanks wisten de graven het kasteel te behouden en uit de bouwen tot het centrum van hun territorium.
Ondanks de nauwe verwantschap tussen de Wildgraven en graven van Veldenz onderhielden de twee huizen weinig politieke banden. Het graafschap Veldenz speelde nauwelijks een rol in de territoriale politiek van de Wildgraven. Daarentegen onderhielden de graven goede betrekkingen met het aartsbisdom Mainz. In 1230 werd graaf Gerlach IV genoemd als Truchsess (drossaard) van Mainz, een hofambt waaraan zowel rechten als plichten waren verbonden. Het bezit van het ambt toonde de nauwe contacten met de aartsbisschoppen.

### Een nieuwe dynastie
In 1259 of 1260 overleed Gerlach V als laatste mannelijke vertegenwoordiger van het huis Veldenz. Zijn enige erfgenaam was zijn dochter Agnes, die bij het overlijden van haar vader nog een klein kind was. Zowel graaf Hendrik II van Zweibrücken, Agnes' grootvader, als Wildgraaf Emicho III, haar oudoom, maakten aanspraak op de voogdij. Tegelijkertijd brak tussen beiden een strijd uit over het bezit van het kasteel Lichtenberg en omliggende gebieden. Op 23 september 1260 sloten Hendrik II en Emicho III een vergelijk, waarin Emicho Agnes' rechten erkende en beide graven de voogdij gezamenlijk zouden uitoefenen. Als Agnes zou overlijden zouden haar gebieden verdeeld worden tussen haar voogden en graaf Simon I van Sponheim.
In 1268 of 1270 trouwde Agnes met Hendrik van Geroldseck, een heerlijkheid in de Ortenau. Hendrik kreeg via zijn huwelijk het grootste gedeelte van het graafschap Veldenz in handen. De bisschop van Worms had erfopvolging via de vrouwelijke lijn al eerder toegestaan en ook de aartsbisschoppen van Mainz en Trier, de bisschop van Verdun en de paltsgraaf aan de Rijn bevestigden de rechten van Hendrik als nieuwe graaf van Veldenz.